# Јуми Обе
Јуми Обе (јап. 大部 由美; 15. фебруар 1975) бивша је јапанска фудбалерка.

## Репрезентација
За репрезентацију Јапана дебитовала је 1991. године. Са репрезентацијом Јапана наступала је на два Олимпијским играма (1996. и 2004) и три Светска првенства (1991., 1995. и 2003). За тај тим одиграла је 85 утакмица и постигла је 6 голова.

## Статистика
| Јапан  | Јапан | Јапан |
| Год.   | Ута.  | Гол.  |
| ------ | ----- | ----- |
| 1991   | 1     | 0     |
| 1992   | 0     | 0     |
| 1993   | 2     | 0     |
| 1994   | 0     | 0     |
| 1995   | 10    | 1     |
| 1996   | 10    | 1     |
| 1997   | 4     | 0     |
| 1998   | 5     | 0     |
| 1999   | 6     | 2     |
| 2000   | 6     | 1     |
| 2001   | 12    | 1     |
| 2002   | 10    | 0     |
| 2003   | 15    | 0     |
| 2004   | 4     | 0     |
| Укупно | 85    | 6     |